# 神宮寺実義
神宮寺 実義（じんぐうじ さねよし）は、平安時代末期から鎌倉時代前期にかけての武将。源義光（新羅三郎）を始祖とする初代武田氏当主の武田信義と家女房との子として1160年頃に生誕する。
『尊卑分脈』には、信義の六男は「武田信衛(たけだ のぶもり)」と記されている。

## 神宮寺実義の兄弟
兄に甲斐一条氏(市川三郷町三珠に館跡)、板垣氏(甲府市善光寺に屋敷跡)、逸見氏、武田氏、柳沢氏、松前氏の始祖が控えており、苗字の石和、一宮、早川(一宮町中尾に屋敷跡)、奈湖は、山梨県の地名に因んでいる。この時代に甲斐源氏の勢力が甲斐の広範囲に影響した事が伺える。

## 神宮寺氏屋敷跡と神宮寺集落
神宮寺氏屋敷跡と推定される場所は山梨県甲府市下積翠寺町にあり、東側・北側・西側に高さ2m程の石塁が積まれ塁の北側にお墓や稲荷社を有する。神宮寺氏屋敷跡の周囲には、神宮寺姓を名乗る家が江戸時代より続いており神宮寺氏屋敷跡周辺は神宮寺集落(周辺住民からは神宮寺の衆)と呼ばれる。神宮寺氏宅は「なかね(中根(家))」と神宮寺集落住民より呼ばれる。
江戸時代に興因寺に滞留された良純入道親王より送られた古書が神宮寺氏の子孫宅に残る。

## 神宮寺氏の役割
神宮寺六郎及び神宮寺氏についての実績・功績についての一次資料は現存していない。しかし神宮寺氏屋敷及び神宮寺集落は躑躅ケ埼館(現武田神社)から要害山城に至る中枢部に位置している。地形的に旧道は「神宮寺集落」と興因寺山の尾根の南端に位置する「不動ヶ崎物見」に挟まれた相川沿いの細道であった。
神宮寺氏の屋敷跡は地形や周辺資料から、武田信虎及び武田晴信時代に有事の際に要所を守備する、要害山城の防衛拠点の一つであったと推察される。

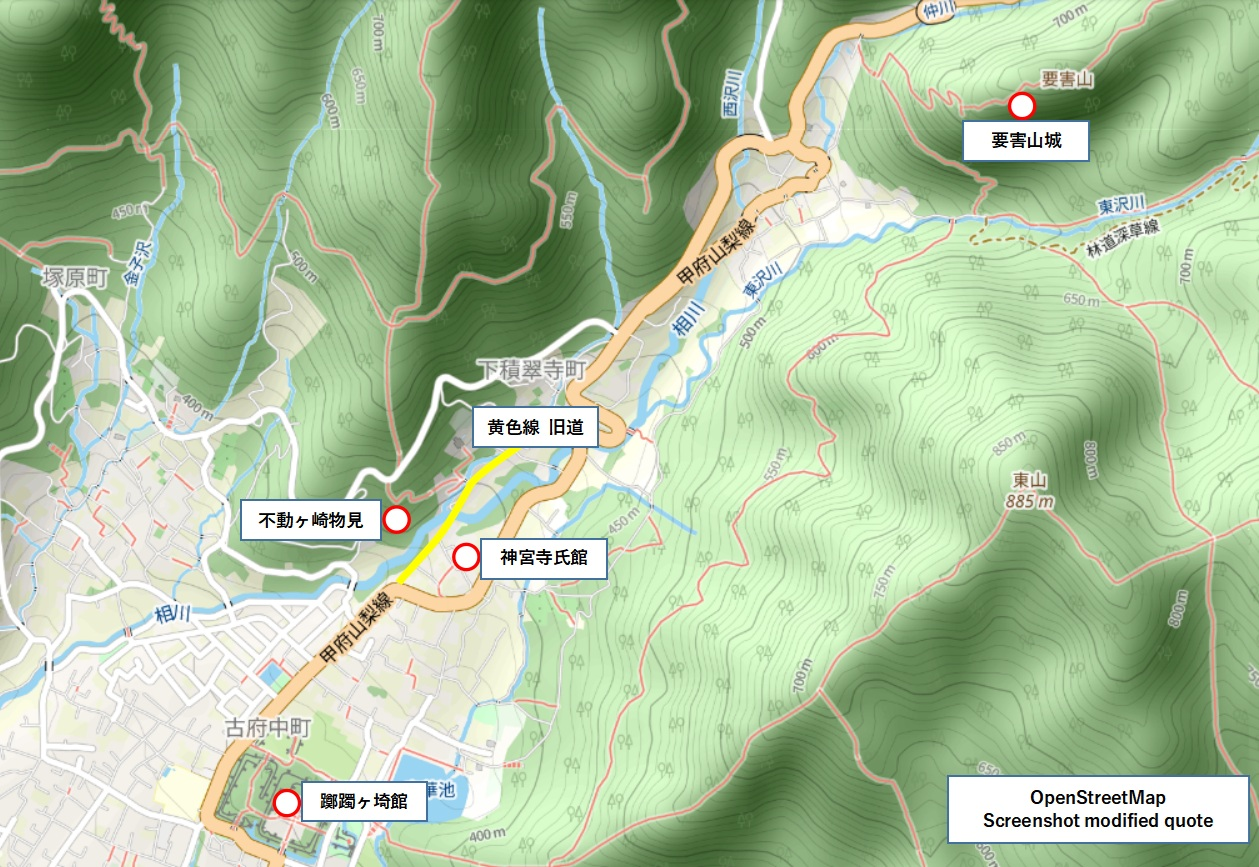
作者：OpenStreetMap contributors ライセンス：CC-BY-SA 2.0